# Epiwubana
Epiwubana jucunda és una espècie d'aranya araneomorfa de la subfamília Erigoninae, dins de la família Linyphiidae. És l'únic membre del gènere monotípic Epiwubana.
Fou descrit per primera vegada per Alfred Frank Millidge l'any 1991,

## Distribució
Es troba a la regió de Valparaíso a Xile.